# Lepanthes zapotensis
Lepanthes zapotensis är en orkidéart som beskrevs av Donald Dungan Dod. Lepanthes zapotensis ingår i släktet Lepanthes och familjen orkidéer. Inga underarter finns listade i Catalogue of Life.